# 克萊翁鎮區 (密歇根州)
克萊翁鎮區（英語：Cleon Township）是位於美國密歇根州馬尼斯蒂縣的一個行政鎮區。

## 地方資料
克萊翁鎮區的面積為93.60平方千米，當中陸地面積為93.40平方千米，而水域面積為0.20平方千米。根據2020年美國人口普查的數據，當地共有人口1063人，而人口密度為每平方千米11.36人。